# Maha Singh
Maha Singh (* 4. März 1982) ist ein ehemaliger indischer Leichtathlet, der sich auf den Weitsprung spezialisiert hat.

## Sportliche Laufbahn
Erste internationale Erfahrungen sammelte Maha Singh im Jahr 2003, als er bei den Asienmeisterschaften in Manila mit einer Weite von 7,39 m den 13. Platz belegte. Zwei Jahre später gelangte er bei den Asienmeisterschaften in Incheon mit 7,64 m auf den sechsten Platz und anschließend wurde er bei den Hallenasienspielen in Bangkok mit 7,49 m Vierter. 2009 klassierte er sich bei den Asienmeisterschaften in Guangzhou mit windunterstützten 7,67 m auf dem siebten Platz und im Jahr darauf belegte er bei den Asienspielen ebendort mit 7,44 m den siebten Platz. Zuvor erreichte er bei den Commonwealth Games in Neu-Delhi das Finale und gelangte dort mit 7,47 m auf Rang neun. Er setzte seine Karriere ohne weiteren Erfolge bis ins Jahr 2018 fort, wo er dann in Jalahalli seine sportliche Laufbahn im Alter von 36 Jahren beendete.
In den Jahren, 2004, 2006 sowie 2008 und 2009 wurde Singh indischer Meister im Weitsprung.

## Persönliche Bestleistungen
- Weitsprung: 7,99 m (+0,8 m/s), 21. Juni 2005 in Singapur
  - Weitsprung (Halle): 7,49 m, 13. November 2005 in Bangkok
- Dreisprung: 16,18 m (+1,9 m/s), 20. September 2018 in Jalahalli